# Andreas Michailidis
Andreas Michailidis (griego: Ανδρέας Μιχαηλίδης; Atenas, 18 de julio de 1988) es un artista marcial mixto griego que compite en la división de peso wélter y peso mediano de Ultimate Fighting Championship.

## Primeros años
Es de origen griego póntico. A la edad de 8 años, después de mudarse en Grecia, comenzó a entrenar, en la lucha libre y kick boxing en Malios Team. Continuó con el entrenamiento de MMA y jiu-jitsu brasileño en Gracie Barra Grecia, donde obtuvo el cinturón marrón en jiu-jitsu brasileño.

## Carrera de artes marciales mixtas

### Carrera temprana
Después de competir en numerosos campeonatos y torneos nacionales de Jiu Jitsu brasileño, varios combates de MMA en Grecia, ganando el Campeonato de Peso Semipesado de European Fight League (EFL), en abril de 2014 se trasladó a Estados Unidos, a Los Ángeles por un tiempo para continuar su entrenamiento con su entrenador Dimitris "Mohou" Papakonstantinou, bajo la supervisión de Antonio McKee y el apoyo de Quinton "Rampage" Jackson, para su próximo combate en King Of The Cage - Slugfest.
Unos meses después, se enfrentó a Jason Butcher en Bellator 128 el 10 de octubre de 2014. Perdió el combate por TKO en el segundo asalto.
Después de un año de entrenamiento en Kings MMA, bajo el maestro Rafael Cordeiro y en Churchboyz Wrestling con la guía de Jacob Harman, se fue a Grozny en Rusia para luchar en el World Fighting Championship Akhmat (WFCA 9 - Grozny Battle). Pocos meses después, su siguiente aparición con éxito fue en los Emiratos Árabes Unidos para luchar en "Abu Dhabi Warriors Fighting Championship" (ADW - Abu Dhabi Warriors 4).
Se enfrentó a Evgeny Shalomaev en Fight Nights Global 63: Alibekov vs. Khamitov el 21 de abril de 2017. Ganó el combate por TKO en el primer asalto.
Se enfrentó a Vladimir Mineev el 29 de julio de 2017 en el Fight Nights Global 71: Mineev vs. Michailidis. Perdió el combate por TKO en el tercer asalto.
Se enfrentó a Marcel Fortuna el 26 de abril de 2019 en Titan FC 54. Ganó el combate por KO en el primer asalto.

### Ultimate Fighting Championship
Debutó en la UFC, como sustituto con poca antelación de Vinicius Moreira, contra Modestas Bukauskas en UFC on ESPN: Kattar vs. Ige el 16 de julio de 2020. Perdió el combate por TKO en el primer asalto. En el proceso, se convirtió en el primer luchador griego con sede en Grecia que aparece en la UFC, y el segundo luchador nacido en Grecia, después de Anthony Christodoulou.
Se esperaba que se enfrentara a Antônio Arroyo en UFC Fight Night: Felder vs. dos Anjos el 14 de noviembre de 2020. Sin embargo, se retiró el 23 de octubre por razones no reveladas y fue sustituido Eryk Anders.
Se enfrentó a KB Bhullar en UFC on ESPN: Reyes vs. Procházka el 1 de mayo de 2021. Ganó el combate por decisión unánime.
Se enfrentó al recién llegado a la promoción Alex Pereira el 6 de noviembre de 2021 en UFC 268. Perdió el combate por TKO en el segundo asalto.
Se enfrentó a Rinat Fakhretdinov el de junio de 2022 en UFC Fight Night: Volkov vs. Rozenstruik. Perdió el combate por decisión unánime.

## Campeonatos y logros

### Artes marciales mixtas
- Cage Survivor
  - Campeonato de Peso Medio de CS[19]
- European Fight League EFL
  - Campeonato de Peso Semipesado de EFL

## Récord en artes marciales mixtas
| Resultado | Récord | Oponente                | Método                                 | Evento                                         | Fecha                   | Ronda | Tiempo | Localización             | Notas                                   |
| --------- | ------ | ----------------------- | -------------------------------------- | ---------------------------------------------- | ----------------------- | ----- | ------ | ------------------------ | --------------------------------------- |
| Derrota   | 13-6   | Rinat Fakhretdinov      | Decisión (unánime)                     | UFC Fight Night: Volkov vs. Rozenstruik        | 4 de junio de 2022      | 3     | 5:00   | Las Vegas, Nevada        |                                         |
| Derrota   | 13-5   | Alex Pereira            | TKO (rodillazo volador y puñetazos)    | UFC 268                                        | 6 de noviembre de 2021  | 2     | 0:18   | Nueva York               |                                         |
| Victoria  | 13-4   | KB Bhullar              | Decisión (unánime)                     | UFC on ESPN: Reyes vs. Procházka               | 1 de mayo de 2021       | 3     | 5:00   | Las Vegas, Nevada        | Regreso al peso medio.                  |
| Derrota   | 12-4   | Modestas Bukauskas      | TKO (codazos)                          | UFC on ESPN: Kattar vs. Ige                    | 16 de julio de 2020     | 1     | 5:00   | Abu Dhabi                | Combate de peso semipesado.             |
| Victoria  | 12-3   | Arymarcel Santos        | TKO (puñetazos)                        | Global Legion FC 13                            | 13 de diciembre de 2019 | 1     | 2:13   | Miramar, Florida         | Combate de peso acordado (195 libras).  |
| Victoria  | 11-3   | Marcel Fortuna          | TKO (patada giratoria y puñetazos)     | Titan FC 54                                    | 26 de abril de 2019     | 1     | 4:26   | Fort Lauderdale, Florida |                                         |
| Victoria  | 10-3   | Tomas Bolo              | TKO (puñetazos)                        | Cage Survivor 17                               | 10 de diciembre de 2017 | 1     | 2:03   | Atenas                   | Ganó el Campeonato de Peso Medio de CS. |
| Derrota   | 9-3    | Vladimir Mineev         | TKO (puñetazos)                        | Fight Nights Global 71: Mineev vs. Michailidis | 29 de julio de 2017     | 3     | 3:11   | Moscú                    |                                         |
| Victoria  | 9-2    | Evgeny Shalomaev        | TKO (puñetazos)                        | Fight Nights Global 63: Alibekov vs. Khamitov  | 21 de abril de 2017     | 1     | 2:56   | Vladivostok              |                                         |
| Victoria  | 8-2    | Borce Talevski          | TKO (puñetazos)                        | Final Fight Championship 28                    | 11 de marzo de 2017     | 1     | 1:25   | Atenas                   |                                         |
| Victoria  | 7-2    | Ion Pascu               | Decisión (unánime)                     | Abu Dhabi Warriors 4                           | 24 de mayo de 2016      | 3     | 5:00   | Abu Dhabi                |                                         |
| Victoria  | 6-2    | Arbi Madaev             | TKO (puñetazos)                        | WFCA 9: Grozny Battle 6                        | 4 de octubre de 2015    | 1     | 2:15   | Grozni                   |                                         |
| Derrota   | 5-2    | Jason Butcher           | TKO (puñetazos)                        | Bellator 128                                   | 10 de octubre de 2014   | 2     | 0:28   | Thackerville, Oklahoma   |                                         |
| Victoria  | 5-1    | Daniel Hernandez        | Sumisión (estrangulamiento lateral)    | KOTC: Slugfest                                 | 5 de junio de 2014      | 1     | 3:59   | Highland, California     |                                         |
| Victoria  | 4-1    | Panagiotis Stroumpoulis | Sumisión (kimura)                      | European Fight League 2                        | 29 de mayo de 2011      | 1     | 2:35   | Heraclión                |                                         |
| Victoria  | 3-1    | Manolis Dimitriou       | Sumisión (estrangulamiento por detrás) | European Fight League 2                        | 29 de mayo de 2011      | 2     | 1:35   | Heraclión                |                                         |
| Victoria  | 2-1    | Panagiotis Stroumpoulis | Sumisión (kimura)                      | European Fight League 1                        | 20 de marzo de 2011     | 2     | 1:00   | Salónica                 |                                         |
| Derrota   | 1-1    | Emil Zahariev           | TKO                                    | Maxfight: Warriors 13                          | 21 de mayo de 2010      | 2     | 3:52   | Sofía                    |                                         |
| Victoria  | 1-0    | Giorgos Skouloudis      | TKO (puñetazos)                        | Spartan Warriors MMA                           | 31 de mayo de 2009      | 1     | 1:30   | Atenas                   | Debut en el peso medio.                 |